# Antiarrítmicos da classe III
Os Antiarrítmicos da classe III são fármacos que bloqueiam os canais de potássio (K+) membranares dos miócitos, prolongando o potencial de acção e portanto a contracção dos miócitos.

## Farmacologia
Eles inibem a entrada de potássio no miócito aquando do potencial de acção. Como é a corrente eléctrica dos iões potássio que os termina, os potenciais de acção são prolongados, assim como a contracção dos miócitos. Este maior tempo de contracção limita o número de eventos de excitação-contracção que pode haver em determinado período de tempo, e os batimentos cardiacos tornam-se mais espaçados.

## Efeitos
Há diminuição e regularização do ritmo cardiaco, com supressão de batimentos ectópicos imediatamente seguidos.

### Efeitos Adversos
Em altas doses produzem uma arritmia chamada torsades de pointes.

## Usos Clínicos
- Taquicardia (batimentos acelerados) congénita na sídrome de Wolff-Parkinson-White.
- Arritmias de origem supraventricular

## Farmacos mais importantes
- Amiodarona: reacções adversas complicadas, com eritemas cutâneos, problemas na Tiróide, Pulmões e outros distúrbios.
- Bretílio: usado em emergências
- Sotalol: também é um antagonista adrenérgico beta.